# Епархия Кретея
Епархия Кретея (лат. Dioecesis Christoliensis) — епархия Римско-Католической церкви с центром в городе Кретей, Франция. Епархия Кретея распространяет свою юрисдикцию на территорию департамента Валь-де-Марн. Епархия Кретея входит в митрополию Парижа. Кафедральным собором епархии Кретея является церковь Пресвятой Девы Марии.

## История
9 октября 1966 года Римский папа Павел VI издал буллу Qui volente Deo, которой учредил епархию Сен-Дени, выделив её из архиепархии Парижа и епархии Версаля.

## Ординарии епархии
- епископ Робер Мари-Жозеф Франсуа де Прованшер (9.10.1966 — 13.08.1966);
- епископ Франсуа-Виктор-Мари Фретельер (13.08.1981 — 3.05.1997);
- епископ Даньель Камиль Виктор Мари Лабий (25.03.1998 — 4.09.2007);
- епископ Мишель Сантье (4.09.2007 — по настоящее время).

## Источник
- Annuario Pontificio, Libreria Editrice Vaticana, Città del Vaticano, 2003, ISBN 88-209-7422-3
- Булла Qui volente Deo  (англ.)